# ۱۲۶۹ (خورشیدی)
۱۲۶۹ هزار و دویست و شصت و نهمین سال هجری خورشیدی است.

## رویدادها
- ۸ دی - کشتار زانوی زخمی که در آن صدها سرخ‌پوست به دست سفیدپوستان آمریکایی قتل‌عام شدند.

## زادگان
- سرتیپ محمد درگاهی، رئیس نظمیه، رئیس شهربانی کل کشور
- احمد کسروی، نویسنده ایرانی (درگذشته ۱۳۲۴ خورشیدی)